# Ruggine (singolo)
Ruggine è  un singolo del DJ producer italiano Mace, pubblicato l'8 marzo 2024 come secondo estratto dal terzo album in studio Māyā, dall'etichetta Island.
Il brano ha visto le partecipazioni vocali di Chiello e Coez.

## Tracce
Testi di Rocco Modello, Silvano Albanese, musiche di Simone Benussi.
1. Ruggine (feat. Chiello, Coez) – 3:18

## Formazione
- Mace – produzione, sintetizzatore, programmazione
- Chiello – voce
- Coez – voce
- Fabio Rondanini – batteria
- Danny Bronzini – chitarra
- Ricky Cardelli – chitarra, sintetizzatore
- Rabbo Scogna – basso
- Chiara Santini – cori
- Diletta Zipol – cori
- Nadia Guelfi – cori

## Classifiche
| Classifica (2024) | Posizione massima |
| ----------------- | ----------------- |
| Italia            | 40                |